# Stazione di Valmozzola
Stazione di Valmozzola 1996-ban bezárt vasútállomás Olaszországban, Valmozzola településen.

## Vasútvonalak
Az állomást az alábbi vasútvonalak érintették:
- Parma–La Spezia-vasútvonal

## Kapcsolódó állomások
A vasútállomáshoz az alábbi állomások vannak a legközelebb:
- stazione di Berceto
- Stazione di Solignano